# Дацюк Тамара Вячеславівна
Там́ара Вячесл́авівна Дацю́к (нар. 27 вересня 1944, село Свинюхи, Локачинського району Волинської області) — лікар-педіатр, заслужений лікар України (1993).

## Життєпис
Народилась 27 вересня 1944 року в селі Свинюхи, Локачинського району Волинської області в сім'ї фельдшера Вячеслава Феофіловича Дацюка та Анастасії Матвіївни Дацюк (Максимович) вчительки початкових класів.
В 1961 році з срібною медаллю закінчила 10-річну Привітненську середню школу. Отримала фах тракториста. Два роки працювала медичним реєстратором в районній поліклініці містечка Локачі, Волинської області. За третім разом вступила в Львівський медичний інститут, де вчилась з 1963 р. по 1969 рік, закінчила педіатричний факультет з відзнакою (червоний диплом). В 1967 році по обміну в складі групи студентів проходила практику в Угорщині у місті Печ, де зустрічала тодішнього Міністра охорони здоров'я СРСР Петровського Б. В.
З4 роки працювала дільничим педіатром Рівненської міської дитячої лікарні. На заслуженому відпочинку з 2003 року. Виховує онучку. Здійснює паломницькі поїздки по Святих місцях України.

## Нагороди
- 17 травня 1983 року нагороджена значком «Відміннику охорони здоров'я»
- 26 листопада 1993 року указом президента України Л.Кравчука нагороджена почесним званням «Заслужений лікар України»

## Родина
Чоловік Поліщук Федір Аврамович. Сини: Тарас і Микола, дитячі хірурги.